# Mofo
Mofo è un brano musicale degli U2, estratto come sesto ed ultimo singolo dall'album Pop del 1997.
Continuando ad utilizzare un tema comune fra i testi delle canzoni, il brano parla in parte della madre di Bono, che l'artista ha perso quando aveva quattordici anni. Altre canzoni che Bono ha scritto sull'argomento sono state Lemon, I Will Follow, Tomorrow e Iris (Hold Me Close). La canzone ha aperto tutti i concerti del PopMart Tour.

## Tracce

### Versione 1
1. Mofo (Phunk Phorce Mix) – 8:43
2. Mofo (Mother's Mix) – 8:56
3. If God Will Send His Angels (The Grand Jury Mix) – 5:40

### Versione 2
1. Mofo (Phunk Phorce Mix) – 8:43
2. Mofo (Black Hole Dub) – 6:45
3. Mofo (Mother's Mix) – 8:56
4. Mofo (House Flavour Mix) – 7:16
5. Mofo (Romin Remix) – 5:50

### Versione 3
1. Mofo (Matthew Roberts Explicit Remix) – 9:08

## Formazione
- Bono - voce, chitarra
- The Edge - chitarra, sintetizzatore, cori
- Adam Clayton - basso
- Larry Mullen - batteria, percussioni

## Classifiche
| Classifica (1998) | Posizione massima |
| ----------------- | ----------------- |
| Australia         | 35                |
| Italia            | 26                |